# 불가능한 색상

인간 눈으로 볼 수 있는 색상의 각 파장의 빨강에서 녹색, 파랑에서 노랑 값

인간의 색 감각은 3종류의 원뿔 세포(각각 단파, 중파, 장파)에 한정된 감광도 곡선(여기서는 정규화)

불가능한 색상(금지된 색상, 비물리적 색상, 실현 불가능한 색이나 키메라 색)은 일반적인 시각 기능으로는 나타날 수 없는 색상을 뜻한다. 비물리적 색상은 정상적인 시각으로는 발생할 수 없는 망막 출력 조합으로 인해 개념적으로만 생성되는 색상이다. 키메라 색상은 일반적으로 대비 효과를 통해 일시적으로 인식된다.

## 불가능한 색상의 종류
불가능한 색상에는 두 가지 유형이 존재한다.
- 금지된 색상은 망막의 세 원뿔 세포에서 나와서 뇌의 시각 피질에서 처리된 신호가 노출되는 빛의 색에 관계없이 눈이 생성하지 않는 조합이 되는 경우에 생긴다.
- 키메라 색상은 단일 망막 부분의 출력에 대한 직접적인 응답으로 생기지는 않지만 시각 피질에서 한 부분의 연속적인 색상 신호를 혼합하거나 두 곳 또는 두 눈의 동시 신호를 혼합하여 을 생성할 수 있다. 키메라 색상의 예로는 황청색(노란색, 파란색과 비슷하게 보임)과 적록색(빨간색, 녹색과 비슷하게 보임)이다.[1]

## 반대색 과정
반대색 과정은 인간 시각 체계가 원추세포와 막대 세포의 신호를 반대 방식으로 처리하여 색상에 대한 정보를 해석하는 색상 이론이다. 세 원추세포는 반응하는 빛의 파장에서 약간 겹치므로 시각 체계가 각 원추세포의 개별 반응보다는 원추세포의 반응 사이의 차이를 기록하는 것이 더 효율적이다. 반대 색 이론은 세 개의 상대 채널이 있다고 설명하는데, 이는 다음과 같다.
- 빨강은 녹색과 상대적
- 파란색은 노란색과 상대적
- 검정은 흰색과 상대적(색이 없으며 명암 변화 또는 광도 변화)

상대 채널의 한 색에 대한 반응은 다른 색에 대한 반응과 반대이며, 망막의 한 곳에서 출력되는 신호는 각 상대 쌍에 대해 둘 중 하나만 포함할 수 있다.

## 현실색
현실색은 실제 광원에서 생성할 수 있는 색상이다. 두 현실색의 가산 혼합도 현실색이다. CIE 1931 XYZ 색 공간에 색상이 나타나면 추가 혼합색은 혼합되는 색상 사이의 선을 따라 색상이 된다. 따라서 아무 세 색상을 혼합하여 삼각형에 포함된 색상을 만들 수 있다. 이것을 이 세 색으로 만들어진 색역이라고 부르고, 처음의 색상들을 원색이라고 부른다. 선택한 원색을 혼합하여 이 삼각형 외부의 어떤 색상도 얻을 수 없다.
원색을 정의 할 때는 가능한 한 많은 현실색을 색역 내에 남겨 두는 것이 목표이다. 현실적인 색역은 삼각형이 아니므로 전체 영역에 걸쳐있는 세 가지 실제 색상을 선택할 수는 없다. 실제 기본 색상을 3개 이상 선택하면 색역을 늘릴 수 있지만 실제 색상 영역은 다각형이 아니므로 항상 가장자리에 약간의 색상이 남아 있다. 따라서 색역 밖의 색상을 원색으로 고른다. 다시 말해서 상상의 원색을 고른다는 것이다. 수학적으로, 그 색역은 이 방식으로 만든 소위 "가상 색상"이라고 부르는 색상을 포함한다.
컴퓨터 및 텔레비전 스크린 컬러 디스플레이에서, 색역의 원색은 순수한 적색, 녹색, 청색에 가능한 한 가깝게 선택되고 따라서 실제 색역 내에 있는 상업적으로 이용 가능한 형광체에 의해 정의된다 이러한 색 공간 다이어그램은 컴퓨터 화면의 색역 외부의 실제 색 대신 색 영역 삼각형 안에 가장 가까운 색으로 표시된다. 디스플레이 장치에서 사용 가능한 색상 범위에 대한 자세한 내용은 색역 문서를 참조하라.

## 가상의 색상
가상의 색상의 한 유형(비 물리적  또는 실현 불가능한 색 이라고도 함)은 가능한 한 광스펙트럼을 볼 수 있는 정상적인 환경에서 눈으로 생성할 수 없는 한 쪽 눈의 원뿔 세포 반응 조합에 해당하는 색 공간의 한 점이다. 따라서 실제 물체는 상상의 색을 가질 수 없다. "가상적"이고 볼 수 없지만 가상의 색상은 종종 색 공간을 정의하는 수학적 설명에서 찾을 수 있다.

## 같이 보기
- Bastard color : 극장 조명, 일반적으로 컬러 젤, 소량의 보완 색상이 혼합 된 색상.
- 색 - 인간 시각 지각의 특징
- 색 혼합
- 비가시 전자파 : 전파, 마이크로파, X- 선 등
- 사각형 색각